# The Interrupters
The Interrupters ist eine US-amerikanische Ska-Punk-Band aus Los Angeles, Kalifornien.

## Geschichte
Die Band besteht aus dem Brüder-Trio Bivona und Sängerin Aimee Allen. Die vier lernten sich auf einer Tour der Bands The Dirty Heads und Sugar Ray kennen, bei denen sowohl Aimee Allen als Singer-Songwriterin und die Band Telecasters, bei der alle drei Brüder spielten, als Vorgruppe auftraten. Allen und Kevin Bivona gründeten die Band und schrieben die ersten gemeinsamen Songs. Bivona brachte dann seine beiden Brüder, die Zwillinge Jesse und Justin als Schlagzeuger und Bassist in die Gruppe.
Bereits zu Beginn ihrer Karriere durften sie als Vorband für Gruppen wie Rancid, The Transplants, Devil’s Brigade und Left Alone auftreten. Außerdem spielte die Gruppe auf den Festivals Riot Fest in Chicago und Denver sowie dem Amnesia Rockfest in Kanada. Sie beteiligten sich außerdem an Tim Armstrongs Projekt Tim Timebomb and Friends und waren Teil seiner Tourband. Ihre ersten Singles Liberty und Family entstanden im Rahmen des Timebomb-Projektes und wurden über Pirate Press Records veröffentlicht.
Am 5. August 2014 erschien ihr Debütalbum The Interrupters über Hellcat Records. Ihre Single Take Back the Power wurde in Werbespots für T-Mobile US, die Fernsehserie Shameless und Major League Baseballs Home Run Derby 2016 verwendet und war Teil des Soundtracks von Michael Moores Film Where to Invade Next (2015).
Im Anschluss tourte die Band zusammen mit The Mighty Mighty Bosstones, Street Dogs, Less Than Jake, Big D and the Kids Table, Reel Big Fish und The English Beat durch die Vereinigten Staaten und absolvierte eine Europatour im Vorprogramm von Bad Religion. Außerdem spielte die Band auf dem Soundwave Festival in Australien und dem Groezrock in Belgien.
2016 erschien das Album Say It Loud, das wie sein Vorgänger von Tim Armstrong produziert wurde. Es erreichte Platz 7 der Billboard Heatseeker Charts. Anschließend spielte die Band auf der Vans Warped Tour 2016 und tourte erstmals als Headliner in den Vereinigten Staaten. Den Support übernahmen Bad Cop/Bad Cop.
Am 2. Mai 2018 erschien ihr drittes Album Fight the Good Fight, das in Deutschland Platz 27 der Charts erreichte.
2020 coverte die Band das Lied Bad Guy von Billie Eilish als Teil des Soundtracks der Serie The Umbrella Academy.

## Diskografie
Alben

| Jahr | Titel Musiklabel                                       | Höchstplatzierung, Gesamtwochen, AuszeichnungChartplatzierungen (Jahr, Titel, Musiklabel, Platzierungen, Wochen, Auszeichnungen, Anmerkungen) | Höchstplatzierung, Gesamtwochen, AuszeichnungChartplatzierungen (Jahr, Titel, Musiklabel, Platzierungen, Wochen, Auszeichnungen, Anmerkungen) | Höchstplatzierung, Gesamtwochen, AuszeichnungChartplatzierungen (Jahr, Titel, Musiklabel, Platzierungen, Wochen, Auszeichnungen, Anmerkungen) | Höchstplatzierung, Gesamtwochen, AuszeichnungChartplatzierungen (Jahr, Titel, Musiklabel, Platzierungen, Wochen, Auszeichnungen, Anmerkungen) | Höchstplatzierung, Gesamtwochen, AuszeichnungChartplatzierungen (Jahr, Titel, Musiklabel, Platzierungen, Wochen, Auszeichnungen, Anmerkungen) | Anmerkungen                          |
| Jahr | Titel Musiklabel                                       | DE | AT | CH | UK | US | Anmerkungen                          |
| ---- | ------------------------------------------------------ | --- | --- | --- | --- | --- | ------------------------------------ |
| 2014 | The Interrupters Hellcat Records / Epitaph Records     | — | — | — | — | — | Erstveröffentlichung: 5. August 2014 |
| 2016 | Say It Out Loud Hellcat Records / Epitaph Records      | — | — | — | — | — | Erstveröffentlichung: 24. Juni 2016  |
| 2018 | Fight the Good Fight Hellcat Records / Epitaph Records | DE27 (1 Wo.)DE | AT63 (1 Wo.)AT | CH82 (1 Wo.)CH | — | US141 (1 Wo.)US | Erstveröffentlichung: 29. Juni 2018  |
| 2022 | In the Wild Hellcat Records / Epitaph Records          | DE11 (1 Wo.)DE | AT53 (1 Wo.)AT | CH24 (1 Wo.)CH | UK59 (1 Wo.)UK | US145 (1 Wo.)US | Erstveröffentlichung: 5. August 2022 |

Singles
- 2017: Liberty (Hellcat/Pirates Press)
- 2017: Family (Hellcat/Pirates Press)
- 2017: Babylon (Hellcat/Pirates Press)
- 2018: She’s Kerosene (Hellcat/Pirates Press)
- 2019: Gave You Everything (Hellcat/Pirates Press)